# ムハンマダーバード
ムハンマダーバード（ヒンディー語: मुहम्म्दाबाद, ウルドゥー語: محمّدآباد, 英語：Muhammadabad/Mohammadabad）は、インドのウッタル・プラデーシュ州、ファッルハーバード県の都市。ファッルハーバードと滑走路で繋がっている。